# Os Serranos (série de televisão)
Os Serranos é uma série portuguesa, transmitida pela TVI entre 5 de junho de 2005 e 25 de junho de 2006. 
O último episódio da série foi exibido no dia 25 de Junho de 2006.
Foi adaptada da série original transmitida em Espanha, pela Telecinco, Los Serrano através da produtora Globomedia.

## Enredo:
Dois antigos namorados reencontram-se muitos anos depois e decidem casar. Mas tanto eles como as suas vidas passaram por modificações radicais…António Serrano e Sara Lagoa foram namorados na adolescência, mas seguiram rumos opostos quando ela foi estudar para Coimbra e ele ficou em Lisboa. António casou, continuou a ter a mesma vida de cidadão de classe média onde a ginástica orçamental é uma prática diária e teve três filhos, Marco, Sérgio e Dudu. Ao enviuvar, assumiu sozinho a educação dos rapazes, transmitindo-lhes todo o tipo de valores machistas, onde os afetos se ocultam, para que não afetem-lhes a masculinidade.
Sara licenciou-se em Coimbra, deu aulas durante algum tempo, mas deixou de trabalhar quando casou com um rico empresário, que lhe proporcionou uma vida cheia de luxos e futilidades. Desse casamento nasceram duas filhas, Inês e Eva, que sempre viram Sara mais como amiga e confidente do que propriamente como mãe. Saturada duma vida vazia e sem objetivos, Sara acabou por se divorciar, ficando com as filhas a seu cargo.
Numa viagem a Lisboa para visitar a mãe, Sara reencontra António e a antiga paixão renasce. Decidem casar rapidamente como se quisessem recuperar os anos de pausa na sua relação… Mas após o casamento, António e Sara vão enfrentar os problemas típicos de ter uma numerosa família a viver numa apertada moradia de bairro. E sobressai o choque de culturas, educação e princípios de vida entre os membros da nova família, onde não foram acauteladas paixões e rivalidades entre rapazes e raparigas que nunca se viram e, de repente, são obrigados a conviver como irmãos. Muito pior é se houver um tio, uma sogra e um casal de amigos que dão palpites por tudo e por nada e metem o nariz onde não são chamados.
António e Sara têm usar de todo o seu amor, carinho, compreensão e cumplicidade para ultrapassar os banais obstáculos do dia-a-dia, para unirem numa só família duas antigas famílias desmembradas. Pouco e pouco, a nova família Serrano percebe que, afinal, é tão fácil ser feliz…

## Elenco:
- Afonso Vilela - Afonso Menezes
- Catarina Gonçalves - Laura
- Cristóvão Campos - Miguel Pires
- David Henriques - Sérgio Serrano
- Dina Félix da Costa - Raquel
- Francisco Sarmento - Nuno Ribeiro (Russo)
- Inês Gonçalves - Eva Lagoa
- Irene Cruz - Celeste Sequeira
- João Baptista - Marco Serrano
- João Crawford - Eduardo Serrano (Dudu)
- João Didelet - Francisco Serrano (Chico)
- José Neves - Psicólogo
- Mara Lúcia Galinha - Sandra Mestre (Bolinha)
- Marcantónio Del Carlo - António Serrano
- Paulo Silva - Chuky
- Pedro Alves - David Mestre (Balão)
- Pedro Laguinha - Joaquim Dias (Quinito)
- Ricardo Xavier - Eusébio Rodrigues (Pantera)
- Rita Lello - Sara Lagoa
- Rui Paulo - Amadeu Pires
- Sandra Faleiro - Lúcia Pires
- Silvia Balancho - Matilde
- Teresa Tavares - Inês Lagoa

Participações Especiais
- Cristina Cavalinhos - Enfermeira
- Joana Duarte - Maria
- Luís Esparteiro

## Audiência
O episódio de estreia registou 14,3% de audiência média (melhor programa do dia) e 42,1% de share, tendo sido visto por um total de 3.500.000 espectadores que viram em média 26 minutos da duração do evento.
Desde a sua estreia até 27 de novembro de 2005, os 23 episódios até então exibidos, registaram uma audiência média de 10,4% e 35,6% de share, sendo o melhor episódio o da sua estreia e o pior, alcançado a 24 de setembro, com uma audiência média de 6,3% e 30,1% de share.
O último episódio foi exibido a 25 de Junho de 2006.